# Ivan Sokolov
Ivan Sokolov (Jajce, 13 giugno 1968) è uno scacchista bosniaco naturalizzato olandese (fino al 1992 jugoslavo), grande maestro.

## Biografia
Grande maestro dal 1987, nel 1993, in seguito alla guerra civile jugoslava, si trasferì nei Paesi Bassi, ottenendone la cittadinanza. Da allora ha giocato per tale paese nelle competizioni internazionali, ad eccezione delle olimpiadi degli scacchi dal 1994 al 2000, in cui ha giocato per la Bosnia ed Erzegovina.
Alle olimpiadi di Mosca 1994 vinse la medaglia d'argento di squadra (la Bosnia-Erzegovina si classificò seconda dietro la Russia).
Ha vinto il Campionato jugoslavo di scacchi nel 1988 e per due volte il Campionato olandese di scacchi: nel 1995 e 1998 .
Ha ottenuto il proprio record Elo nella classifica FIDE di gennaio 2004 con 2.706 punti, 16º al mondo e primo tra i giocatori olandesi.

## Principali risultati
- 1987: vince i tornei di Portorose, Stoccolma e Belgrado
- 1988: vince il Campionato Jugoslavo; 1º a Biel
- 1990: 1º a Maribor
- 1991: 1º a Copenaghen, Nikšić e Ter Apel
- 1997: 1º a Leeuwarden
- 1999: 1º al torneo di Hastings 1998/99
- 2000: 1º a Vlissingen e Amsterdam
- 2001: 1º nel Reykjavík Open
- 2002: 1º a Selfoss (ripetuto l'anno successivo)
- 2003: 1º a Sarajevo
- 2004: 1º a Hoogeveen
- 2005: 1º a Sarajevo
- 2012: 1º a Filadelfia nel torneo World Open.

## Partite notevoli
- Zoltan Almasi - Ivan Sokolov, Wijk aan Zee 1995, Spagnola var. aperta C80, 0-1, su chessgames.com.
- Ivan Sokolov - Veselin Topalov, Wijk aan Zee 1996, Benoni var. Taimanov A67, 1-0, su chessgames.com.
- Ivan Sokolov - Garri Kasparov, Wijk aan Zee 1999, Nimzoindiana E58, 1-0 28m, su chessgames.com.
- Ivan Sokolov - Alexei Shirov, Bosnia GM 2005, Semislava sistema Botvinnik D44, 1-0, su chessgames.com.